# Lista de vereadores de São José do Vale do Rio Preto
Esta é a lista de vereadores de São José do Vale do Rio Preto, município brasileiro do estado do Rio de Janeiro.
A Câmara Municipal de São José do Vale do Rio Preto é formada por nove representantes.

## 9ª Legislatura (2021–2024)
Estes são os vereadores eleitos nas eleições de 15 de novembro de 2020, pelo período de 1° de janeiro de 2021 a 31 de dezembro de 2024:
| Mesa Diretora (2021-2022)            |                       |                        |                           |
| Nome                                 | Início do mandato     | Fim do mandato         | Cargo                     |
| Marcos Antônio Machado (PL)          | 1º de janeiro de 2021 | 31 de dezembro de 2022 | Presidente da Câmara      |
| Adriano Martins de Oliveira (AVANTE) | 1º de janeiro de 2021 | 31 de dezembro de 2022 | Vice-presidente da Câmara |
| Francisco Lima Bulhões (PTB)         | 1º de janeiro de 2021 | 31 de dezembro de 2022 | 1º Secretário             |
| Adriana Gonçalves Nardy (DEM)        | 1º de janeiro de 2021 | 31 de dezembro de 2022 | 2ª Secretária             |

|   | Nome                                                                                       | Partido                              | Votos | %    | Observações |
| - | ------------------------------------------------------------------------------------------ | ------------------------------------ | ----- | ---- | ----------- |
| 1 | Professor Raphael Branco dos Santos (São José do Vale do Rio Preto, 13.04.1987–)           | Solidariedade (SD)                   | 517   | 4,08 | 1º mandato  |
| 2 | Adriano Martins de Oliveira (Petrópolis, 28.05.1972–)                                      | AVANTE                               | 477   | 3,76 | 2º mandato  |
| 3 | Marcos Antônio Machado, Marquinho da Saúde (2021-2022) (Petrópolis, 25.10.1967–)           | Partido Liberal (PL)                 | 476   | 3,76 | 1º mandato  |
| 4 | Francisco Lima Bulhões, Chiquinho da Barrinha (São José do Vale do Rio Preto, 31.10.1973–) | Partido Trabalhista Brasileiro (PTB) | 461   | 3,64 | 2º mandato  |
| 5 | Marcelo Rabello Neves (Petrópolis, 30.07.1978–)                                            | Progressistas (PP)                   | 407   | 3,21 | 2º mandato  |
| 6 | Daniela Aparecida de Carvalho da Silva, Daniela da Auto Escola (Petrópolis, 17.11.1978–)   | Partido Liberal (PL)                 | 307   | 2,42 | 1º mandato  |
| 7 | Professora Adriana Gonçalves Nardy (São José do Vale do Rio Preto, 09.05.1976–)            | Democratas (DEM)                     | 285   | 2,25 | 1º mandato  |
| 8 | Jaqueline Hiat Dias (São José do Vale do Rio Preto, 02.10.1985–)                           | Partido Liberal (PL)                 | 267   | 2,11 | 1º mandato  |
| 9 | Luís de Souza Teixeira, Luís do Aires (São José do Vale do Rio Preto, 02.09.1971–)         | Solidariedade (SD)                   | 218   | 1,72 | 1º mandato  |

## 8ª Legislatura (2017–2020)
Estes são os vereadores eleitos nas eleições de 2 de outubro de 2016, pelo período de 1° de janeiro de 2017 a 31 de dezembro de 2020:
|   | Nome                                                                                                   | Partido                                         | Votos | %    | Observações                                                          |
| - | --- | ----------------------------------------------- | ----- | ---- | -------------------------------------------------------------------- |
| 1 | Marcelo Rabello Neves (Petrópolis, 30.07.1978–)                                                        | Partido Social Cristão (PSC)                    | 670   | 5,41 | 1º mandato                                                           |
| 2 | Cláudio Vieira Ramos, Chumbinho da Farmácia (Petrópolis, 14.07.1980–)                                  | Partido Trabalhista Brasileiro (PTB)            | 602   | 4,86 | 1º mandato                                                           |
| 3 | Francisco Lima Bulhões, Chiquinho da Barrinha (2017-2020) (São José do Vale do Rio Preto, 31.10.1973–) | Partido Trabalhista Brasileiro (PTB)            | 546   | 4,41 | 1º mandato                                                           |
| 4 | Lucas Duarte Rabello (Petrópolis, 06.06.1983–)                                                         | Partido Socialista Brasileiro (PSB)             | 544   | 4,39 | 1º mandato                                                           |
| 5 | Renilda Pereira Gonçalves (Petrópolis, 16.11.1955–)                                                    | Democratas (DEM)                                | 515   | 4,16 | 1º mandato                                                           |
| 6 | Luís Carlos da Silva, Pantanal (Petrópolis, 27.12.1964–)                                               | Partido Renovador Trabalhista Brasileiro (PRTB) | 423   | 3,41 | 1º mandato                                                           |
| 7 | Fábio Meireles Guerra Júnior, Fabinho Guerra (Petrópolis, 20.12.1958–)                                 | Partido Progressista (PP)                       | 398   | 3,21 | 1º mandato                                                           |
| 8 | Felipe Machado Cairo Baltazar (Teresópolis, 06.12.1989–)                                               | Partido Trabalhista do Brasil (PTdoB)           | 386   | 3,12 | 1º mandato Licenciado, nomeado Secretário Mun. da Chefia de Gabinete |
| 9 | Josélia dos Santos, Josélia da Serra (São José do Vale do Rio Preto, 01.12.1960–)                      | Partido Trabalhista Brasileiro (PTB)            | 297   | 2,40 | 1º mandato                                                           |
| – | Adriano Martins de Oliveira, Martins da Van (Petrópolis, 28.05.1972–)                                  | Partido Verde (PV)                              | 202   | 1,63 | 1º mandato Assumiu em 01.2019 no lugar de Baltazar                   |

## Legenda
| Cor  | Significado          |
| Bege | Presidente da Câmara |
| Azul | Suplente             |